# Helenelundsskolan
Helenelundsskolan ligger Kummelby i kommundelen Helenelund i Sollentuna kommun. 

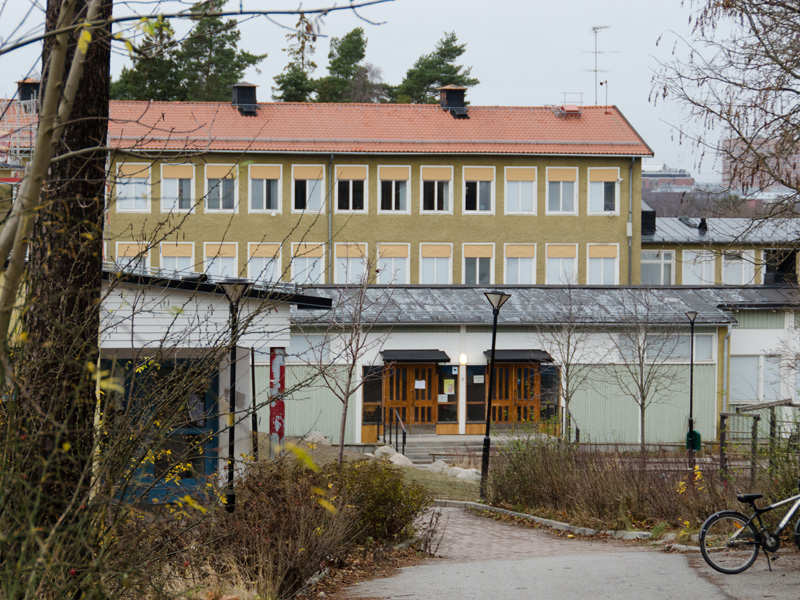
Helenelundsskolan

## Historia
Den första skolbyggnaden byggdes 1927, men finns inte längre kvar.  Södra flygeln som är den äldsta byggnaden av nuvarande hus ritades av arkitekt Carl Åkerblad, Stockholm. 1939 byggdes den norra flygeln, efter ritningar av arkitekt Tore Axén.
I det gamla gymnastikhuset gick flickor till höger och pojkar till vänster upp för en trappa för att klä om på en läktare som hade en mellanvägg. Under andra världskriget sov militärer periodvis över i byggnaden. På 1940-talet hade man inte råd att värma upp skolan, därför fick eleverna kokslov. Man hade också potatislov för att hjälpa till på bondgårdar att ta upp potatis.
Skolan nominerades 2006 till priset Arla Foods Guldko i kategorin Bästa Matglädjeskola.

## Verksamhet

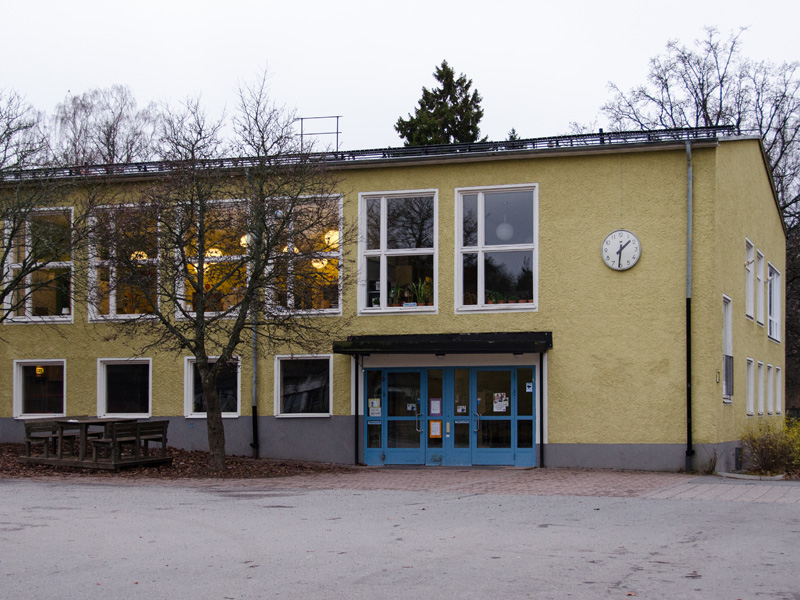
Montessorihuset

För närvarande finns förskoleklass och årskurs 1 till 9. Helenelundsskolan hade montessoriklasser från förskola till årskurs 5, men verksamheten lades ner 2014. På skolan finns cirka 920 elever och 120 anställda (läsår 2012/2013), vilket gör Helenelundsskolan till Sollentuna kommuns största grundskola vad gäller antalet elever.

## I media
- 7 september 2009 besökte statsminister Fredrik Reinfeldt, näringsminister  Maud Olofsson, utbildningsminister Jan Björklund och socialminister Göran Hägglund Helenelundsskolan där regeringen lovade 10 miljarder kronor i tillfälligt statsbidrag för 2010 till kommuner och landsting vid en presskonferens på skolan.[6][7]
- 30 januari 2012 tillkännager Sollentuna kommun att man planerar införa surfplattor istället för vanliga läromedel som penna och papper fram till årskurs två. Helenelundsskolan, Sofielundsskolan och Runbacka syns i rapporteringen.[8]

## Kända elever
- Ted Gärdestad, musiker
- Ola Håkansson, musiker och musikproducent, Ola & The Janglers
- Jan Arnald, alias Arne Dahl, författare
- Greger Hagelin, VD och grundare av klädmärket WESC
- Henrik Harlaut, freestyleskidåkare